# Robert Fogel
Robert William Fogel (1 tháng 7 năm 1926 – 11 tháng 6 năm 2013) là một nhà khoa học và sử gia kinh tế người Hoa Kỳ, ông được trao giải Nobel Kinh tế vào năm 1993 (cùng với Douglass North). Ông là giáo sư xuất sắc gắn danh Charles R. Walgreen của Viện Hoa Kỳ và là giám đốc Trung tâm kinh tế dân số (CPE) thuộc trường kinh doanh Booth Đại học Chicago. Ông được biết đến như một người ủng hộ hàng đầu cho lịch sử kinh tế mới hay cliometrics – việc sử dụng các phương pháp định lượng trong lịch sử.

## Cuộc đời và sự nghiệp
Fogel được sinh ra ở thành phố New York, là con trai của người nhập cư Nga gốc Do Thái từ Odessa (1922). Ông tốt nghiệp trường trung học Stuyvesant vào năm 1944. Ông học tại Đại học Cornell, tại đây ông học chuyên ngành lịch sử với nền kinh tế nhỏ, và trở thành chủ tịch của Hội thanh niên vì dân chủ Hoa Kỳ, một tổ chức cộng sản. Sau khi tốt nghiệp vào năm 1948, ông trở thành một nhà tổ chức chuyên nghiệp cho Đảng Cộng sản. Sau khi làm việc tám năm như một nhà tổ chức chuyên nghiệp, ông rời bỏ chủ nghĩa cộng sản và học Đại học Columbia, tại đây ông theo học George Stigler và nhận bằng Thạc sĩ kinh tế vào năm 1960. Ông nhận bằng tiến sĩ tại Đại học Johns Hopkins vào năm 1963.
Ông bắt đầu sự nghiệp nghiên cứu của mình với vị trí giảng viên tại Đại học Rochester vào năm 1960. Năm 1964 ông chuyển đến Đại học Chicago đảm nhiệm vị trí phó giáo sư. Từ năm 1968 đến 1975, ông cũng là một giáo sư thỉnh giảng tại Rochester vào học kỳ mùa thu. Trong thời gian này ông đã hoàn thành một số công trình quan trọng nhất của ông, bao gồm Thời gian trên thập giá (cùng viết với Stanley Engerman). Ông cũng là cố vấn cho một nhóm sinh viên và nhà nghiên cứu về lịch sử kinh tế, bao gồm cả đồng nghiệp của ông là Deirdre McCloskey tại Chicago. Năm 1975, ông rời Đại học Harvard, và từ năm 1978 ông làm việc với tư cách nhà nghiên cứu thuộc Cục nghiên cứu kinh tế quốc gia tại Cambridge, Massachusetts. Năm 1981, ông trở lại Đại học Chicago, tại đây ông trực tiếp sáng lập Trung tâm kinh tế dân số tại Trường Kinh doanh Booth.
Fogel nghiên cứu và viết về nhiều lĩnh vực trong sự nghiệp của mình, bao gồm không chỉ lịch sử kinh tế mà còn gồm nhân khẩu học, sinh lý học, xã hội học gia đình, dinh dưỡng, phát triển kinh tế của Trung Quốc, triết lý của khoa học, và các lĩnh vực liên quan khác. Ông vận dụng những hiểu biết từ các lĩnh vực đa dạng như vậy trong nỗ lực của mình để giải thích hiện tượng lịch sử quan trọng như việc giảm đáng kể tỷ lệ tử vong từ thế kỷ 18 đến thế kỷ 20. Đồng nghiệp cũ của ông là Deirdre McCloskey đã đánh giá Fogel đã "tái thống nhất kinh tế và lịch sử". Ông đã hướng dẫn nhiều sinh viên trở thành các nhà sử gia kinh tế nổi bật.
Fogel kết hôn Enid Cassandra Morgan, một phụ nữ người Mỹ gốc Phi, vào năm 1949 và có hai con. Các cặp vợ chồng phải đối mặt với khó khăn đáng kể vào thời kỳ này do luật chống phối giống lai và sự phản đối phổ biến đối với cuộc hôn nhân giữa các chủng tộc.
Fogel qua đời vào ngày 11 tháng 6 năm 2013, tại một trung tâm dịch vụ y tế ở Oak Lawn, Illinois vì một căn bệnh, ở tuổi 86.

## Tác phẩm
- The Union Pacific Railroad: A Case in Premature Enterprise, 1960.
- Railroads and American Economic Growth: Essays in Econometric History, 1964.
- Time on the Cross: The Economics of American Negro Slavery, 2 volumes, 1974. (co-written with Stanley Engerman)
- Without Consent or Contract: The Rise and Fall of American Slavery, 2 volumes, 1989.
- Economic Growth, Population Theory and Physiology: The Bearings of Long-Term Processes on the Making of Economic Policy, 1994.
- The Slavery Debates, 1952–1990: A Retrospective. Baton Rouge: Louisiana State University Press, 2003. 106 pp. ISBN 0-8071-2881-3.
- The Fourth Great Awakening and the Future of Egalitarianism Chicago: University of Chicago Press, 2000.
- The Escape from Hunger and Premature Death, 1700–2100: Europe, America, and the Third World. New York: Cambridge University Press, 2004. 189pp. ISBN 0-521-80878-2.
- The Changing Body: Health, Nutrition, and Human Development in the Western World since 1700 (co-written with Roderick Floud, Bernard Harris, and Sok Chul Hong), Cambridge University Press, New York 2011 ISBN 978-0-521-87975-0
- Political Arithmetic: Simon Kuznets and the Empirical Tradition in Economics (co-written with Enid M. Fogel, Mark Guglielmo, and Nathaniel Grotte), University of Chicago Press, Chicago 2013 ISBN 978-0-226-25661-0